# Gârdești, Teleorman
Gârdești este un sat în comuna Necșești din județul Teleorman, Muntenia, România.